# Demonax inscutellaris
Demonax inscutellaris là một loài bọ cánh cứng trong họ Cerambycidae.